# Скарлатина
Скарлати́на (від лат. scarlatium — яскраво-червоний) — гостре антропонозне інфекційне захворювання, яке проявляється інтоксикацією, гнійним ураженням мигдаликів ротоглотки, прояви яких нагадують зміни при стрептококковому фарингіті, та характерним дрібнокрапчастим висипом. Схильна до гнійно-септичних та алергічних ускладнень. Є особливою клінічною формою клінічного перебігу стрептококової інфекції.

## Історичні відомості
Гіппократ описав стан людини з почервонілою шкірою та гарячкою. Перший однозначний опис хвороби в медичній літературі з'явився в книзі сицилійського анатома і лікаря Джованні Філіппо Інграссія «De Tumoribus praeter Naturam» 1553 року, де він назвав її «россалією». Він також звернув увагу на те, що ця хвороба мала відмінності від кору. Хвороба була описана також Йоганном Вейєром під час епідемії в нижній Німеччині між 1564 і 1565 роками; він назвав це scarlatina anginosa. Перший однозначний опис скарлатини з'явився в книзі Йоганнеса Койттаруса з Пуатьє «De febre purpura epidemiale et contagiosa libri duo», яка була опублікована в 1578 році в Парижі. Даніель Зеннерт з Віттенберга описав класичну «скарлатинальну десквамацію» в 1572 році, а також був першим, хто описав ранній артрит, скарлатинальну водянку та асцит, пов'язані з цією хворобою.
У 1675 році англійський лікар Томас Сиденгам ввів термін «скарлатина», який увійшов до широкого медичного вжитку.

## Етіологія

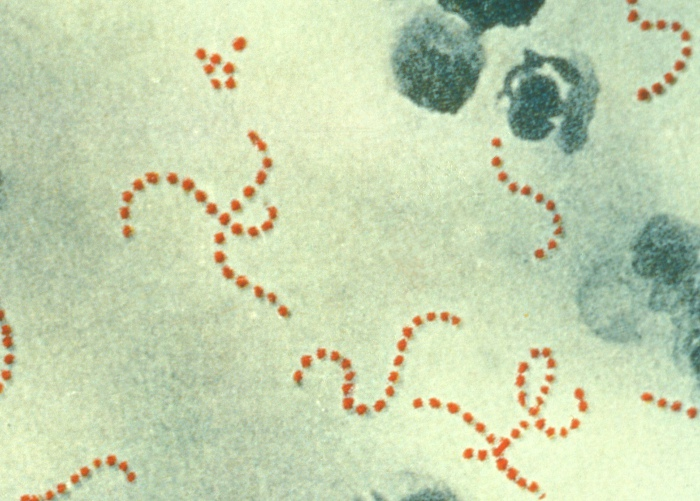
Streptococcus pyogenes

Стрептококи є грампозитивними бактеріями, які мають сферичну форму, належать до родини лактобацил. Залежно від здатності гемолізувати еритроцити стрептококи поділяють на β — (повний гемоліз), α — (частковий гемоліз) і γ — (відсутність гемолізу). За карбогідратним компонентом оболонки виділяють декілька груп стрептококів, які позначаються латинськими літерами — A, B, C, D, тощо. Усього таких груп виділяють 21. Найбільш частими збудниками стрептококових інфекцій у людини є такі види стрептококів: S. pyogenes, S. pneumoniae (пневмокок), S. agalactiae, S. equisimilis, S. faecalis, S. faecium (ентерокок), S. canis, S. salivarius. Збудник скарлатини — S. pyogenes.
Детальніші відомості з цієї теми ви можете знайти в статті Стрептококи.

## Епідеміологічні особливості
Стрептококова інфекція належить до антропонозів. Джерелом скарлатини є хвора людина з початку захворювання до 4-5 діб після зникнення клінічних симптомів та бактеріоносій. Для дітей першого року життя джерелом інфекції можуть бути матері, у яких є запальні процеси молочних залоз, які спричинені стрептококом групи А.
Основний механізм передачі збудників — повітряно-крапельний, вони можуть також рідше непрямо передаватися через білизну, предмети побуту, речі, іграшки. Вхідними воротами інфекції є ротоглоткові мигдалики.
Скарлатина уражає однаково як осіб чоловічої статі, так і жіночої. Найчастіше хворіють діти віком від 5 до 15 років. Захворювання частіше спостерігають у холодну пору року. Зустрічаються як поодинокі (спорадичні) випадки, так і епідемії. Після перенесеного захворювання формується тривалий антитоксичний імунітет.

## Історичні відомості та актуальність
Захворюваність і летальність від скарлатини знизилися порівняно з XVIII і XIX століттями, коли траплялися епідемії цієї хвороби. Близько 1900 року рівень смертності у багатьох місцях досягав 25 %. Покращення прогнозів можна пояснити застосуванням пеніциліну для лікування цієї хвороби. Частота випадків скарлатини також зменшувалася протягом останнього століття.
Протягом останнього десятиліття у різних країнах зареєстровано кілька спалахів цієї хвороби. З 2013 по 2016 рік показники захворюваності на скарлатину в Англії зросли з 8,2 до 33,2 на 100 000 населення, а госпіталізації через скарлатину зросли на 97 %. Подальше зростання кількості зареєстрованих випадків скарлатини в Англії відзначено у сезоні 2021—2022 років (з вересня по вересень) та на початку сезону 2022—2023 років. Всесвітня організація охорони здоров'я повідомила про зростання випадків скарлатини (і iGAS — інвазивних випадків GAS, GAS — Group A streptococcus) в Англії та інших європейських країнах за цей період. Зростання зареєстровано у Франції та Ірландії. У США випадки скарлатини не реєструють, але станом на грудень 2022 року CDC вивчали можливе збільшення кількості повідомлень про інвазивні стрептококові інфекції у дітей. Наприкінці грудня 2022 року Мережа медичних попереджень CDC випустила рекомендацію щодо повідомлених збільшень кількості інвазивних інфекцій GAS.

## Патогенез
Первинне вогнище інфекції — у мигдаликах та носоглотці. Лейкоцити у відповідь на укорінення там стрептококів досить швидко накопичуються на слизовій оболонці, проте їхня здатність до фагоцитозу не завжди виявляється достатньою. Фагоцитовані стрептококи швидко гинуть, але іноді фагоцитоз є незавершеним. Руйнування лейкоцитів, еритроцитів і тканинних клітин призводить до запалення. Із первинного вогнища стрептокок легко проникає у лімфатичні вузли і спричинюють лімфаденіт. У мигдаликах виникає гнійне запалення. До крові потрапляють токсини та алергени стрептокока. Тяжкі форми та ускладнення скарлатини пов'язані із токсичним впливом, генералізацією стрептокока та розвитком алергії, внаслідок чого уражається серце, нирки, рідше інші органи. Токсичний компонент обумовлений дією токсичних речовин стрептококу і, найбільшою мірою, впливом еритрогенного токсину. Він окрім еритрогенної активності, спричинює гарячку, цитотоксичність, пошкодження тканин, пригнічення системи мононуклеарних фагоцитів, імуносупресію, мутагенність, підвищену проникність клітинних мембран, гіперчутливість організму до дії різних токсинів та антигенів. Токсин спричинює висип при скарлатині. Окрім цього, токсин відіграє певну роль у розвитку ускладнень, може призводити до стану
гіперчутливості організму з розвитком алергічних реакцій, які досягають максимуму на 2–3 тижні хвороби. Підвищується проникність кровоносних судин, знижується фагоцитарна активність, створюються умови для виникнення запальних реакцій. При стрептококовій інфекції в організмі виробляються два види імунітету: антитоксичний та антибактеріальний. Антитоксичний не має типоспецифічності, він однорідний для всіх стрептококів групи А. Він стійкий, зберігається впродовж всього життя людини. Антибактеріальний імунітет типоспецифічний, нестійкий, тому інші різновиди стрептококових хвороб здатні повторюватися.

## Клінічні прояви

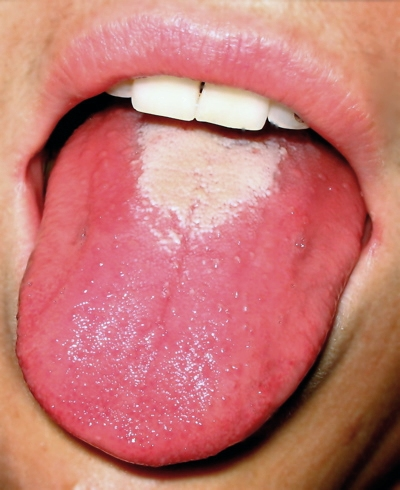
Малиновий язик, частково прикритий білим нашаруванням, характерний для розпалу перебігу скарлатини.

Тривалість інкубаційного періоду від кількох годин до 7 днів. Перебіг скарлатини складається з 3-х періодів: початкового, періоду висипань і реконвалесценції.

### Початковий період
Проміжок часу від початку хвороби до появи висипу. Він зазвичай короткий і триває від декількох годин до 1–2 днів. Основними клінічними проявами цього періоду є інтоксикація і гнійний тонзиліт. Інтоксикація проявляється гарячкою, головним болем, млявістю, блюванням. При цьому з'являється біль в горлі, гіперемія слизової ротоглотки, енантема на м'якому піднебінні. Типова форма скарлатини починається гостро: після незначної остуди температура тіла за 6-7 годин підвищується до 38,5-40 °C. У маленьких дітей при цьому нерідко з'являється однократне або повторне блювання.
Найбільш характерним симптомом скарлатини є висип, поява якого знаменує собою початок однойменного періоду. Висип зазвичай при скарлатині дрібнокрапковий і являє собою дрібні плями розміром 1–2 мм, розташовані близько одна від одної. Характерною є локалізація висипань: згинальні поверхні кінцівок, передня і бічна поверхні шиї, бічні поверхні грудей, живіт, внутрішня поверхня стегон, місця природних складок шкіри. На цих ділянках висип буває найряснішим, яскравою і зберігається триваліше.
Висипання в перший день яскраво-червоні, до 3–4 дня бліднуть до слабо-рожевого. У невеликої частини хворих 2–3 дні висип майже непомітний. Гіперемія шкіри, яка була характерна для скарлатини минулих років, наразі може тривати 1–2 дні або бути зовсім відсутньою. Спостерігається симптом Пастіа — петехіально-геморагічні елементи висипу локалізуються переважно в природних складках шкіри у вигляді лінійних темно-червоного, бурого чи фіолетового забарвлення елементів. Вони можуть залишатися деякий час по зникненню типового висипу і бути однією з додаткових клінічних ознак скарлатини в пізні терміни. Шкіра у більшості пацієнтів на бокових поверхнях грудей і животі стає сухою через гіпертрофію волосяних фолікулів. Одночасно з типовим висипом у цей період може з'явитися й висипання дрібних рожевого відтінку папул у вигляді дрібних бульбашок, які локалізуються переважно на животі та внутрішній поверхні стегон. Скарлатині притаманний білий дермографізм. У перші 3–4 години хвороби він має довгий прихований період і короткий явний, а після 4–5 дня — короткий прихований період і довгий явний.
Обличчя хворого злегка опухле, щоки яскраво гіперемійовані, тоді як підборіддя та рот на ділянці, обмеженій носогубними складками, відрізняються різкою блідістю (симптом блідого носогубного трикутника або «скарлатинозний трикутник»).
У ротоглотці з'являється розлита яскрава гіперемія м'якого піднебіння, язичка та мигдаликів. Її верхня межа проходить по передніх піднебінних дужках, у основи язичка — відмежована гіперемія. У деяких пацієнтів над лінією гіперемії з'являється енантема у вигляді точкових крововиливів. Гіперемія в ротоглотці зазвичай згасає до 6 дня.
Постійним проявом скарлатини є тонзиліт. Він може бути катаральним, фолікулярним, лакунарним чи некротичним. Бруднувато-білі або жовтуваті нашарування вкривають мигдалики, лімфатичні фолікули глотки, поширюючись іноді на м'яке піднебіння та язичок. У хворих збільшуються регіонарні підщелепні лімфатичні вузли, так як виникає реактивний лімфаденіт, який зникає до 4–5 дня хвороби.

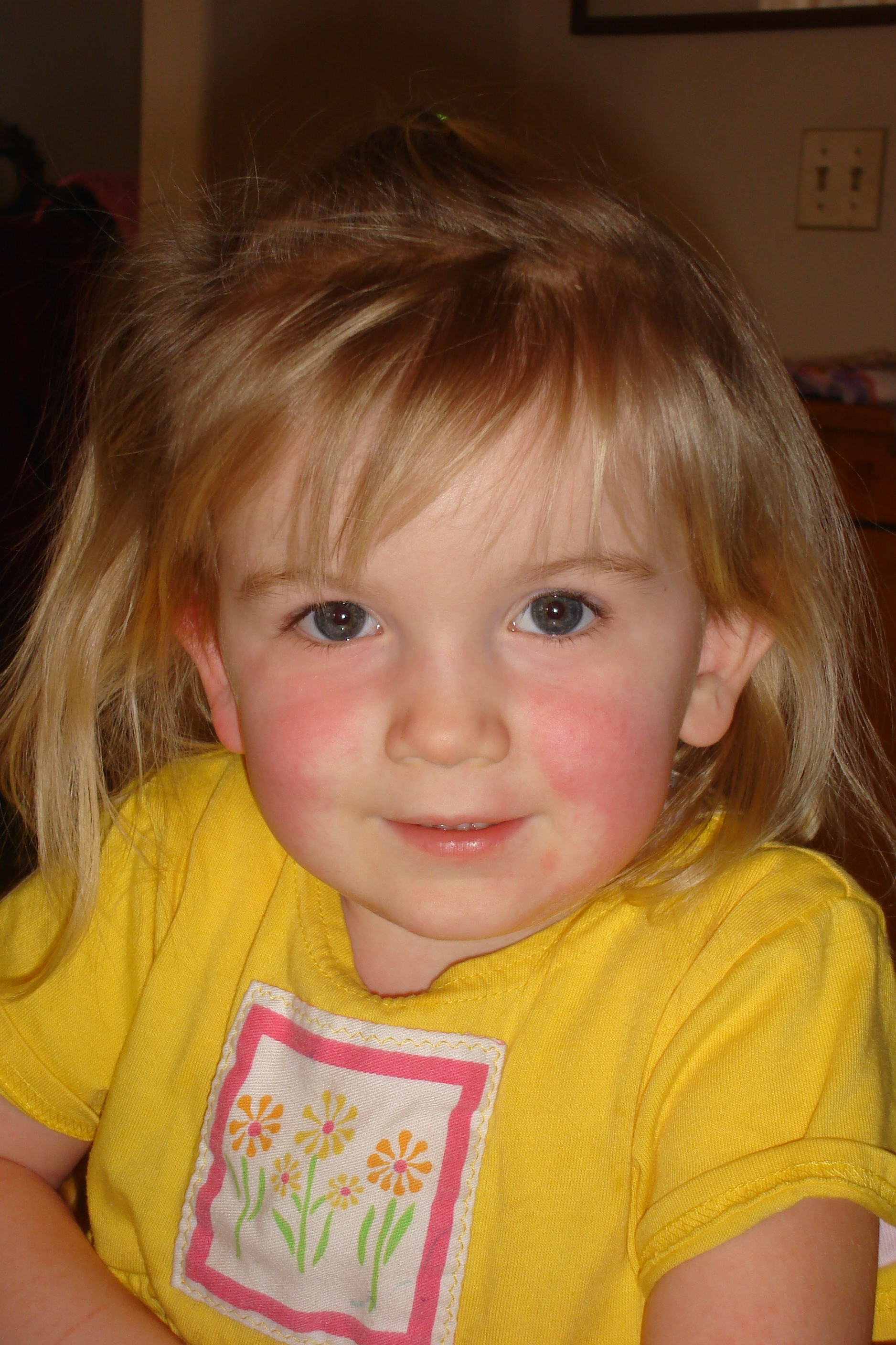
Характерний симптом блідого носогубного трикутника або «скарлатинозний трикутник» у розпал хвороби — є блідість шкіри навколо рота на тлі характерного висипу на щоках.

Досить типовими при цій хворобі є зміни язика. У перший день хвороби він обкладається білим нашаруваннями. Протягом перших 2-3-х днів захворювання язик залишається вологим, вкритим сірувато-білим нашаруванням; з 3-5-го дня він поступово очищується і тоді його вид стає досить характерним. На кінчику його можна побачити численні набряклі сосочки, а забарвлення язика стає яскраво червоним («малиновий язик»). У наступні дні малинове забарвлення язика поступово блідне, але ще 2–3 тижні у хворого зберігаються окреслені сосочки.

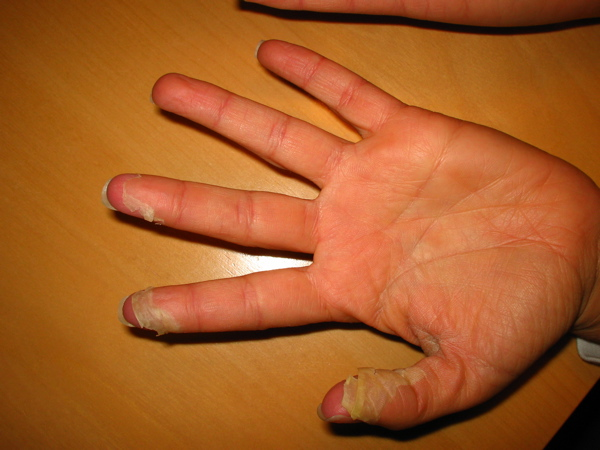
Характерне для скарлатини лущення на кистях на початку періоду реконвалесценції (видужання)

### Період реконвалесценції
Температура тіла зберігається на високих цифрах упродовж 3-6 днів, потім починає знижуватися та нормалізується на 9-10-й день хвороби. Одночасно покращується загальний стан хворого, зменшується інтоксикація, зникають інші симптоми. Зміни шкіри регресують з певною
закономірністю. Спочатку стихає гіперемія шкіри, потім блідне висип, далі майже повністю зникає на спині, грудях, але залишається ще досить рясним у ділянках її типової локалізації. Гіперемія обличчя починає зникати з 2–3 дня хвороби, однак блідий носогубний трикутник може залишитися до 6–7 дня. Симптом Пастіа зникає наприкінці 1-го — на початку 2-го тижня хвороби. На 2–3 тижні захворювання виявляється лущення шкіри. Залежно від локалізації висипу лущення має свої особливості. Характерним для скарлатини є пластинчасте лущення, яке починається з долонь і підошов. Воно появляється як тріщини шкіри у країв нігтів і поширюється надалі на кінчики пальців, долоні та підошви. На кінцівках шкіра відшаровується пластами, на тулубі — великою лускою. На шиї і обличчі лущення висівкоподібне.

### Критерії тяжкості

#### Легка форма
Температура тіла підвищена до 38 °C, помірно виражені симптоми інтоксикації, загальний стан задовільний, катаральні зміни мигдаликів, незначний висип на шкірі, клінічні симптоми тривають 3-5 днів.

#### Середньотяжка форма
Температура тіла підвищена до 39-40 °C, тривалість 5-7 днів, головний біль, повторне блювання, яскравий, інтенсивний висип на шкірі, фолікулярна або лакунарні зміни на мигдаликах, енантема на м'якому піднебінні, можливий розвиток ускладнень.

#### Тяжка форма
Значно виражений інтоксикаційний синдром, температура тіла 40 °C та вище, можлива поява менінгеальних симптомів, окремі судоми, порушення свідомості, висип із ціанотичним відтінком, геморагічний висип, розвиток ускладнень.

#### Септична форма
Характеризується тяжкою інтоксикацією, високою гарячкою, некротичними змінами на мигдаликах і слизовій оболонці глотки та носа, розвитком септичних ускладнень.

### Особливості перебігу скарлатини у дітей раннього віку
Синдром інтоксикації виражений слабко. Температура тіла субфебрильна, висип невиразний, може зберігатися на шкірі всього 12–24 години, лущення відсутнє, тонзилофарингіт є катаральним. Тяжкість захворювання може бути пов'язана з підвищеною частотою ускладнень, які виникають з 6 дня хвороби, нерідко розвитком септичної форми, яка розвивається вже з 2 дня хвороби.

## Ускладнення
- лімфаденіт;
- отит;
- синусит;
- артрит;
- мастоїдит;
- міокардит;
- нефрит;
- синовіїт;

## Діагностика
Хворобу розпізнають на основі епідеміологічних даних, характерної клінічної картини. Для діагнозу скарлатини важливим є виявлення характерного висипу та гнійного ураження мигдаликів.

### Загальноклінічні дослідження
Клінічний аналіз крові — відзначають лейкоцитоз, нейтрофільоз, зсув формули крові вліво, еозинофілію, підвищення ШОЕ.

### Дослідження на наявність бета-гемолітичного стрептококу або антитіл до нього
Не є абсолютними підтверджуючими методами, мають оцінюватися тільки разом з клінічними даними. Часто наявність бета-гемолітичного стрептокока відзначається на тлі інших хвороб, які можуть нагадувати за клінічними проявами скарлатину (алергічні хвороби, псевдотуберкульоз тощо).
- Бактеріологічний посів слизу з ротоглотки з метою виділення бета-гемолітичного стрептококу групи А (займає 3-4 доби);
- Серологічний — наростання титрів антистрептолізину О в динаміці.
- Визначення в ротоглотці за допомогою імуногістохімічного експрес-тесту антигену бета-гемолітичного стрептококу групи А.

## Лікування
Хворих лікують вдома або у інфекційному відділенні. Показанням до госпіталізації є тяжкі, ускладнені форми хвороби. Ліжковий режим протягом гострого періоду.

### Етіотропна терапія
Антибіотики — при легкій формі пеніциліни або макроліди, при середньотяжкій — пеніциліни, при тяжкій — цефалоспорини I—II покоління, кліндаміцин, ванкоміцин. Курс антибіотикотерапії — при легкій формі 10 днів, середньотяжкій та тяжкій 10 -14 днів, шлях введення — при легкій формі — перорально, при середньотяжкій — внутрішньом'язово, при тяжкій — внутрішньовенно.

### Патогенетична терапія
- Дезінтоксикаційна терапія: при легкій формі — значна кількість пиття, при середньотяжкій та тяжкій формах — інфузії глюкозо-сольових розчинів.
- Антигістамінні препарати.
- Препарати, які зміцнюють стінку судин (аскорутин тощо).

## Профілактика
Раннє виявлення та ізоляція джерела інфекції. Хворих ізолюють вдома або у стаціонарі на 10 днів від початку хвороби. Діти, які ходять у дошкільні заклади та перші 2 класи школи, ізолюються на 21 день. Для осіб, які знаходилися у контакті з хворими на скарлатину, встановлюється карантин на 7 діб. Кінцеву дезінфекцію в осередку хвороби не проводять.